# Gerry Healy
Gerry Healy (* 3. Dezember 1913 in Ballybane bei Galway, Irland; † 14. Dezember 1989 in London) war ein trotzkistischer Politiker.

## Leben
Healy emigrierte in seiner Jugend nach England, um dort als Schiffsfunker zu arbeiten. Schon früh schloss er sich der Communist Party of Great Britain an, verließ diese jedoch 1937, um sich der trotzkistischen „Militant Group“ zuzuwenden. Auch von dieser Gruppe trennte er sich schnell und wurde zu einem der Begründer der Workers International League (WIL), die von Jock Haston und Ralph Lee geführt wurde.
Healys Periode in der WIL war schwierig und er wurde mehrmals zur Aufgabe gezwungen, ausgeschlossen und dann wieder aufgenommen. Während seiner Zeit in der Organisation formierte sich die 1944 gegründete Revolutionary Communist Party (RCP, Revolutionäre Kommunistische Partei) und die WIL näherte sich der Führung der Vierten Internationale stärker an, die von der US-amerikanischen Socialist Workers Party und ihrem Stellvertreter in Großbritannien, Sam Gordon, dominiert wurde. Die SWP bestärkte Healy darin, eine eigene Fraktion zu gründen und diese in die sozialdemokratische Labour Party einzuführen. Im Jahr 1950 wurde er nach der Auflösung der RCP durch ihre Eingliederung in diese Fraktion belohnt. Die Fraktion bekam den Namen „The Club“.

### Internationales Komitee der Vierten Internationale (IKVI)
1953 wurde Healy Mitglied des Internationalen Komitees der Vierten Internationale, das aus der Spaltung der Vierten Internationale durch James P. Cannon hervorging. Der „Club“ gewann eine erwähnenswerte Anzahl von ehemaligen Mitgliedern der Kommunistischen Partei Großbritanniens, als diese sich – desillusioniert aufgrund der Enthüllungen Chruschtschows über Stalin auf dem XX. Kongress der KPdSU im Jahr 1956 und der Niederschlagung des Ungarnaufstandes im selben Jahr – vom Stalinismus abwandten. Dieser Mitgliederzuwachs erhöhte die Möglichkeiten von Healys Gruppe, ihre Aktivitäten auszuweiten, und im Jahr 1958 brachte der „Club“ erstmals eine wöchentliche Zeitung, The Newsletter, heraus. Healy strukturierte den „Club“ zur „Socialist Labour League“ (SLL, Sozialistische Arbeiterliga, 1959) und schließlich zur „Workers Revolutionary Party“ (WRP, Revolutionäre Arbeiterpartei, 1973) um.
1974 verlor die Partei eine große Anzahl an Mitgliedern um Alan Thornett, einen führenden Aktivisten aus der Automobilindustrie. Teile dieser Gruppe um  gründeten später die „Workers Socialist League“. Ab diesem Zeitpunkt verlor die WRP mehr und mehr Mitglieder und wurde dadurch immer isolierter von der Arbeiterbewegung. Trotzdem blieb sie groß und vermögend genug, um eine Tageszeitung herauszugeben.

### Krise und Zersplitterung der Workers Revolutionary Party
Healys Führung innerhalb des „Clubs“, der SLL und der WRP war gekennzeichnet von der Forderung nach einem hohen Grad an Pragmatismus. Seine Forderungen wurden manchmal ausfallend und Healy schreckte auch vor Gewaltandrohung nicht zurück. Enthüllungen über sexuelle Übergriffe Healys auf weibliche Mitglieder seiner Bewegung (z. B. Aileen Jennings) führten zum Ausschluss von Healy aus der WRP, woraufhin die WRP die Partei in zwei Gruppierungen zerbrach und schließlich in viele einzelne Gruppierungen zersplitterte.
Die Gruppe der Anti-Healyisten gab in ihrer Tageszeitung bekannt, dass Healy ausgeschlossen wurde, während die der Pro-Healyisten eine völlig andere Version verbreitete. Healy blieb in der pro-healyistischen WRP bis 1987, als er feststellte, dass er keinerlei Gewalt mehr über die Partei hatte. Er beendete seine Mitgliedschaft und gründete die „Marxist Party“ (MP, Marxistische Partei). Zwar hatte diese sehr wenige Mitglieder, doch Healy schaffte es, die angesehene Schauspielerin und Trotzkistin Vanessa Redgrave für sich zu gewinnen. Im fortgeschrittenen Alter war Healy der Auffassung, dass der Zerfall der WRP durch den britischen Geheimdienst MI5 betrieben wurde. Im Gegensatz zu seiner früheren Meinung gab Healy bekannt, dass Michail Gorbatschow ein Repräsentant der von Leo Trotzki geforderten politischen, zweiten Revolution in der UdSSR wäre.